# N.E.C. in het seizoen 2009/10
Dit is een pagina met diverse statistieken van voetbalclub N.E.C. uit het seizoen 2009/2010.

## Wedstrijden

### Voorbereiding en overige oefenwedstrijden
| Datum            | Tijdstip | Thuis                 | Uitslag | Uit                | Doelpuntenmakers N.E.C.                                                     | Bijzonderheden                                             | Locatie                                     |
| ---------------- | -------- | --------------------- | ------- | ------------------ | --------------------------------------------------------------------------- | ---------------------------------------------------------- | ------------------------------------------- |
| 27 juni 2009     | 18:00    | Sportclub N.E.C.      | 0 - 1   | N.E.C.             | Vleminckx                                                                   |                                                            | De Eendracht, Nijmegen                      |
| 4 juli 2009      | 15:00    | SVBO Emmen            | 0 - 7   | N.E.C.             | Van Beukering (pen.), Ten Voorde, Ntibazonkiza, El Kabir (2*), Kivuvu, Worm |                                                            | Sportpark SVBO, Barger-Oosterveld           |
| 8 juli 2009      | 19:00    | Rot-Weiß Oberhausen   | 1 - 1   | N.E.C.             | Ntibazonkiza                                                                | Oost op proef                                              | Sportpark De Heikant, Groesbeek             |
| 11 juli 2009     | 19:00    | JVC Cuijk             | 1 - 5   | N.E.C.             | Vleminckx (pen), El Kabir (2*), Goossens, Worm                              | Oost op proef                                              | Groenendijkse Kampen, Cuijk                 |
| 14 juli 2009     | 19:00    | N.E.C.                | 1 - 1   | PAOK Saloniki      | Vleminckx                                                                   |                                                            | Sportpark Dennenstraat, Nijmegen            |
| 18 juli 2009     | 19:00    | N.E.C.                | -       | Germinal Beerschot |                                                                             | Afgelast na rellen                                         | Sportpark Zuid, Groesbeek                   |
| 21 juli 2009     | 19:00    | FC Dordrecht          | 0 - 0   | N.E.C.             |                                                                             | Afgelast na 1 helft in verband met noodweer                | De Korte Woerden, Waardenburg               |
| 22 juli 2009     | 15:00    | N.E.C.                | 2 - 0   | Kasımpaşa SK       | Schøne, Worm                                                                | Op het laatste moment ingelaste, onaangekondigde wedstrijd | De Eendracht, Nijmegen                      |
| 25 juli 2009     | 14:30    | N.E.C.                | 3-1     | Telstar            | Vleminckx (2*), Ntibazonkiza                                                |                                                            | De Eendracht, Nijmegen                      |
| 25 juli 2009     | 18:00    | KV Mechelen           | -       | N.E.C.             |                                                                             | Afgelast                                                   | Argosstadion Achter de Kazerne              |
| 22 augustus 2009 |          | CD Tenerife           | 2 - 0   | N.E.C.             |                                                                             | om Trofeo Santa Cruz                                       | Heliodoro Rodríguez López, Tenerife, Spanje |
| 8 januari 2010   | 16:00    | N.E.C.                | 0 - 1   | Heracles Almelo    |                                                                             |                                                            | Estepona, Spanje                            |
| 11 januari 2010  | 16:00    | N.E.C.                | 8 - 0   | FK Pelister Bitola | Fejzullahu, Ntibazonkiza (4*), Sarpong (2*), Worm                           | Rode kaart Vleminckx                                       | Estepona, Spanje                            |
| 21 mei 2010      | 12:30    | Dutch Caribbean Stars | 1 - 4   | N.E.C.             | Ten Voorde, Vleminckx (3*)                                                  | om de Chippie Polar Cup. Zimling op proef                  | Ergilio Hatostadion, Brievengat, Curaçao    |
| 23 mei 2010      | 21:00    | N.E.C.                | 0-0     | AFC Ajax           |                                                                             | Ajax wint na penalty's de Chippie Polar Cup.               | Ergilio Hatostadion, Brievengat, Curaçao    |

### Eredivisie
| Datum             | Tijdstip | Thuis            | Uitslag | Uit              | Doelpuntenmakers N.E.C.                     | Bijzonderheden N.E.C.                                               | Locatie                               |
| ----------------- | -------- | ---------------- | ------- | ---------------- | ------------------------------------------- | ------------------------------------------------------------------- | ------------------------------------- |
| 2 augustus 2009   | 14:30    | Feyenoord        | 2 - 0   | N.E.C.           |                                             |                                                                     | Stadion Feijenoord , Rotterdam        |
| 7 augustus 2009   | 18:00    | N.E.C.           | 4 - 1   | sc Heerenveen    | Vleminckx (2x), Fejzullahu, El-Akchaoui     |                                                                     | Goffertstadion, Nijmegen              |
| 16 augustus 2009  | 14:30    | Roda JC          | 1 - 0   | N.E.C.           |                                             | Rood: Wellenberg (2* geel)                                          | Parkstad Limburg Stadion, Kerkrade    |
| 29 augustus 2009  | 18:45    | N.E.C.           | 1 - 1   | VVV-Venlo        | Zomer                                       |                                                                     | McDos Goffertstadion, Nijmegen        |
| 14 september 2009 | 16:30    | Vitesse          | 2 - 2   | N.E.C.           | Zomer, Van Diermen (eigen doelpunt)         |                                                                     | GelreDome, Arnhem                     |
| 19 september 2009 | 20:45    | AZ               | 0 - 1   | N.E.C.           | Davids                                      |                                                                     | DSB Stadion, Alkmaar                  |
| 27 september 2009 | 16:30    | N.E.C.           | 0 - 2   | Heracles Almelo  |                                             | El-Akchaoui mist penalty, debuut Grot en Ali                        | McDos Goffertstadion, Nijmegen        |
| 30 september 2009 | 20:15    | N.E.C.           | 1 - 1   | FC Utrecht       | Fejzullahu                                  | Wedstrijd begon 15 minuten later door files                         | McDos Goffertstadion, Nijmegen        |
| 3 oktober 2009    | 20:00    | Willem II        | 1 - 1   | N.E.C.           | Fejzullahu                                  |                                                                     | Koning Willem II Stadion, Tilburg     |
| 18 oktober 2009   | 14:30    | N.E.C.           | 1 - 1   | ADO Den Haag     | Goossens                                    |                                                                     | McDos Goffertstadion, Nijmegen        |
| 15 oktober 2009   | 16:30    | N.E.C.           | 0 - 4   | PSV              |                                             |                                                                     | McDos Goffertstadion, Nijmegen        |
| 1 november 2009   | 14:30    | Sparta Rotterdam | 2 - 0   | N.E.C.           |                                             |                                                                     | Sparta-Stadion Het Kasteel, Rotterdam |
| 7 november 2009   | 20:45    | N.E.C.           | 0 - 1   | RKC Waalwijk     |                                             |                                                                     | McDos Goffertstadion, Nijmegen        |
| 21 november 2009  | 19:45    | NAC Breda        | 3 - 3   | N.E.C.           | Vleminckx, Ntibazonkiza (2*)                | eerste wedstrijd onder Vloet, debuut Ten Voorde                     | Rat Verlegh Stadion, Breda            |
| 29 november 2009  | 14:30    | FC Groningen     | 2 - 2   | N.E.C.           | Vleminckx, El-Akchaoui (pen.)               |                                                                     | Euroborg, Groningen                   |
| 6 december 2009   | 16:30    | N.E.C.           | 3 - 4   | FC Twente        | Goossens, Vleminckx (2*)                    | Rood: Vleminckx                                                     | McDos Goffertstadion, Nijmegen        |
| 11 december 2009  | 20:45    | Ajax             | 3 - 0   | N.E.C.           |                                             |                                                                     | Amsterdam ArenA, Amsterdam            |
| 17 januari 2010   | 12:30    | N.E.C.           | 2 - 1   | Vitesse          | Ntibazonkiza, Zomer                         | Inhaalwedstrijd: op 20 december 2009 afgelast wegens sneeuw         | McDos Goffertstadion, Nijmegen        |
| 22 januari 2009   | 20:45    | PSV              | 3 - 0   | N.E.C.           |                                             |                                                                     | Philips Stadion, Eindhoven            |
| 30 januari 2010   | 18:45    | N.E.C.           | 1 - 0   | Sparta Rotterdam | Ntibazonkiza                                |                                                                     | McDos Goffertstadion, Nijmegen        |
| 8 februari 2009   | 14:30    | RKC Waalwijk     | 0 - 1   | N.E.C.           | Sibum                                       |                                                                     | Mandemakers Stadion, Waalwijk         |
| 12 februari 2010  | 20:45    | N.E.C.           | 4 - 2   | NAC Breda        | Nuytinck (2*), Radomski, Pothuizen          |                                                                     | McDos Goffertstadion, Nijmegen        |
| 17 februari 2010  | 20:00    | N.E.C.           | 2 - 1   | Willem II        | Zomer, Vleminckx                            | Inhaalwedstrijd: op 2 februari 2010 afgelast wegens hevige neerslag | McDos Goffertstadion, Nijmegen        |
| 20 februari 2010  | 20:45    | N.E.C.           | 0 - 2   | FC Groningen     |                                             |                                                                     | McDos Goffertstadion, Nijmegen        |
| 28 februari 2010  | 14:30    | FC Twente        | 2 - 1   | N.E.C.           | Vleminckx                                   |                                                                     | De Grolsch Veste, Enschede            |
| 7 maart 2010      | 14:30    | FC Utrecht       | 1 - 0   | N.E.C.           |                                             | Rood: Nuytinck (2* geel)                                            | Stadion Galgenwaard, Utrecht          |
| 13 maart 2010     | 20:45    | N.E.C.           | 0 - 2   | Roda JC          |                                             |                                                                     | McDos Goffertstadion, Nijmegen        |
| 19 maart 2010     | 20:45    | sc Heerenveen    | 4 - 1   | N.E.C.           | Goossens                                    | Rood: Sarpong, Vloet naar tribune gestuurd                          | Abe Lenstra Stadion, Heerenveen       |
| 28 maart 2010     | 12:30    | N.E.C.           | 0 - 0   | Feyenoord        |                                             |                                                                     | McDos Goffertstadion, Nijmegen        |
| 4 april 2010      | 14:30    | Heracles Almelo  | 2 - 0   | N.E.C.           |                                             |                                                                     | Polman Stadion, Almelo                |
| 10 april 2010     | 20:45    | N.E.C.           | 0 - 0   | AZ               |                                             | debuut Weiser                                                       | McDos Goffertstadion, Nijmegen        |
| 14 april 2010     | 21:00    | ADO Den Haag     | 2 - 3   | N.E.C.           | Ten Voorde, Kum (eigen doelpunt), Pothuizen | eigen doelpunt van Nuytinck                                         | ADO Den Haag Stadion, Den Haag        |
| 18 april 2010     | 14:30    | VVV-Venlo        | 2 - 0   | N.E.C.           |                                             |                                                                     | Seacon Stadion - De Koel -, Venlo     |
| 2 mei 2010        | 14:30    | N.E.C.           | 1 - 4   | AFC Ajax         | Ntibazonkiza                                |                                                                     | McDos Goffertstadion, Nijmegen        |

#### Positie N.E.C. na wedstrijd
| Wedstrijd | 1  | 2 | 3  | 4   | 5   | 6   | 7  | 8   | 9  | 10 | 11 | 12 | 13 | 14 | 15 | 16 | 17 | 18 | 19 | 20 | 21  | 22  | 23 | 24 | 25 | 26 | 27 | 28 | 29 | 30 | 31 | 32 | 33 | 34 |
| N.E.C.    | 17 | 8 | 12 | 14¹ | 12¹ | 12¹ | 9¹ | 10¹ | 10 | 10 | 11 | 13 | 17 | 17 | 17 | 17 | 17 | 15 | 15 | 14 | 14² | 11² | 10 | 11 | 12 | 12 | 13 | 13 | 13 | 14 | 12 | 12 | 12 | 13 |

### KNVB beker
| Datum             | Tijdstip | Thuis        | Uitslag    | Uit           | Doelpuntenmakers N.E.C.  | Bijzonderheden                                                | Locatie                        | Ronde      |
| ----------------- | -------- | ------------ | ---------- | ------------- | ------------------------ | ------------------------------------------------------------- | ------------------------------ | ---------- |
|                   |          |              |            |               |                          | Amateurronde                                                  |                                | 1e ronde   |
| 22 september 2009 | 20:00    | FC Eindhoven | 2-3        | N.E.C.        | Vleminckx (2*), El Kabir | N.E.C.-supporters boycotten wedstrijd in verband met buscombi | Jan Louwers Stadion, Eindhoven | 2e ronde   |
| 28 oktober 2009   | 20:00    | N.E.C.       | 2 - 1      | SBV Excelsior | Goossens, Pothuizen      | Na verlenging                                                 | Goffertstadion, Nijmegen       | 3e ronde   |
| 23 december 2009  | 20:00    | FC Groningen | 0 - 2      | N.E.C.        | Goossens, Fejzullahu     | debuut Nuytinck                                               | Euroborg, Groningen            | 1/8 finale |
| 27 januari 2010   | 20:45    | AFC Ajax     | 3 - 2 (nv) | N.E.C.        | Vleminckx, Van Eijden    | Rood: Heubach (2* geel), Sarpong (2* geel)                    | Amsterdam ArenA, Amsterdam     | 1/4 finale |

## Selectie 2009/10

### Keepers
| #  | Naam             | Geboortedatum   | Nationaliteit    | Wedstrijden | Doelpunten | Gele kaarten | 2 keer geel | Rode kaarten | Man of the match |
| -- | ---------------- | --------------- | ---------------- | ----------- | ---------- | ------------ | ----------- | ------------ | ---------------- |
| 1  | Gábor Babos (C)  | 24 oktober 1974 | Hongarije        | 17          | 0          | 1            | 0           | 0            | 1                |
| 25 | Rein Baart       | 13 april 1972   | Nederland        | 1           | 0          | 0            | 0           | 0            | 0                |
| 30 | Nicholas Skverer | 30 januari 1988 | Verenigde Staten | 0           | 0          | 0            | 0           | 0            | 0                |

### Verdedigers
| #  | Naam                | Geboortedatum     | Nationaliteit | Wedstrijden | Doelpunten | Gele kaarten | 2 keer geel | Rode kaarten | Man of the match |
| -- | ------------------- | ----------------- | ------------- | ----------- | ---------- | ------------ | ----------- | ------------ | ---------------- |
| 6  | Patrick Pothuizen   | 15 mei 1972       | Nederland     | 29          | 2          | 8            | 0           | 0            | 2                |
| 2  | Ramon Zomer         | 10 maart 1983     | Nederland     | 31          | 4          | 7            | 0           | 0            | 1                |
| 24 | Joey Brock          | 20 september 1989 | Nederland     | 0           | 0          | 0            | 0           | 0            | 0                |
| 13 | Mark Otten          | 2 september 1985  | Nederland     | 1           | 0          | 1            | 0           | 0            | 0                |
| 19 | Mitchell Burgzorg   | 25 juli 1987      | Nederland     | 20          | 0          | 4            | 0           | 0            | 0                |
| 15 | Niels Wellenberg    | 9 augustus 1982   | Nederland     | 20          | 0          | 6            | 1           | 0            | 0                |
| 35 | Bram Nuytinck       | 4 mei 1990        | Nederland     | 13          | 2          | 2            | 0           | 1            | 2                |
| 3  | Rens van Eijden     | 3 maart 1988      | Nederland     | 23          | 0          | 2            | 0           | 0            | 0                |
| 22 | Jeroen Heubach      | 24 september 1974 | Nederland     | 5           | 0          | 2            | 0           | 0            | 0                |
| -  | Youssef El Akchaoui | 18 februari 1981  | Nederland     | 17          | 0          | 3            | 0           | 0            | 2                |

### Middenvelders
| #  | Naam               | Geboortedatum     | Nationaliteit | Wedstrijden | Doelpunten | Gele kaarten | 2 keer geel | Rode kaarten | Man of the match |
| -- | ------------------ | ----------------- | ------------- | ----------- | ---------- | ------------ | ----------- | ------------ | ---------------- |
| 4  | Dominique Kivuvu   | 16 september 1987 | Nederland     | 11          | 0          | 1            | 0           | 0            | 1                |
| 8  | Lorenzo Davids     | 4 september 1986  | Nederland     | 31          | 1          | 0            | 0           | 0            | 1                |
| 16 | Bas Sibum          | 26 december 1982  | Nederland     | 15          | 0          | 5            | 0           | 0            | 1                |
| 10 | Lasse Schøne       | 7 mei 1986        | Denemarken    | 5           | 0          | 0            | 0           | 0            | 0                |
| 23 | Arkadiusz Radomski | 27 juni 1977      | Polen         | 30          | 1          | 7            | 0           | 0            | 0                |
| 20 | John Goossens      | 25 juli 1988      | Nederland     | 21          | 3          | 3            | 0           | 0            | 1                |
| 36 | Bastian Weiser     | 19 juni 1990      | Duitsland     | 1           | 0          | 0            | 0           | 0            |                  |
| 9  | Jeffrey Sarpong    | 3 augustus 1988   | Nederland     | 15          | 0          | 2            | 1           | 0            | 1                |

### Aanvallers
| #  | Naam               | Geboortedatum   | Nationaliteit | Wedstrijden | Doelpunten | Gele kaarten | 2 keer geel | Rode kaarten | Man of the match |
| -- | ------------------ | --------------- | ------------- | ----------- | ---------- | ------------ | ----------- | ------------ | ---------------- |
| 7  | Rutger Worm        | 1 februari 1986 | Nederland     | 22          | 0          | 2            | 0           | 0            | 0                |
| 17 | Saidi Ntibazonkiza | 1 mei 1987      | Burundi       | 22          | 5          | 2            | 0           | 0            | 0                |
| 18 | Björn Vleminckx    | 1 december 1985 | België        | 32          | 8          | 5            | 0           | 1            | 2                |
| 21 | Moestafa El Kabir  | 10 mei 1988     | Nederland     | 11          | 0          | 4            | 0           | 0            | 0                |
| 14 | Rick ten Voorde    | 20 juni 1991    | Nederland     | 7           | 1          | 0            | 0           | 0            | 0                |
| 11 | Erton Fejzullahu   | 13 maart 1988   | Zweden        | 29          | 3          | 3            | 0           | 0            | 0                |
| 31 | Shapoul Ali        | 16 juli 1990    | Irak          | 1           | 0          | 0            | 0           | 0            | 0                |
|    | Sherwin Grot       | 29 juli 1990    | Nederland     | 1           | 0          | 0            | 0           | 0            | 0                |

## Technische staf
- Hoofdtrainer: Wiljan Vloet (vanaf 16 november), Wim Rip (interim), Dwight Lodeweges (tot 27 oktober),
- Assistent-trainer: Ron de Groot
- Keeperstrainer: Wilfried Brookhuis
- Conditietrainer/Fysiotherapeut: Han Tijshen
- Fysiotherapeut: Michel de Gruyter
- Clubarts: Sjoerd Jan de Vries
- Teammanager: Ton Spaan
- Hoofd materialen: Theo Cornelissen
- Materiaalman: Herman Jansen

## Transfers

### Aangetrokken
- Rick ten Voorde,  FC Emmen
- Rens van Eijden,  PSV
- Björn Vleminckx,  KV Mechelen
- Niels Wellenberg,  FC Twente
- Bram Nuytinck,  eigen jeugd NEC
- Bastian Weiser,  eigen jeugd NEC
- Erton Fejzullahu,  Mjällby AIF

### Gehuurd
- Jeffrey Sarpong,  AFC Ajax (in winterstop)
- Jeroen Heubach,  FC Twente (in winterstop)

### Vertrokken
- Karim Fachtali,  FC Oss (was verhuurd aan TOP Oss)
- Dominique Scholten,  FC Oss (was verhuurd aan TOP Oss)
- Mark van den Boogaart,  Real Murcia (einde contract)
- Daniel Fernández,  Feyenoord (was gehuurd van  Arsenal Kiev)
- Dennis Rommedahl,  AFC Ajax (einde huur)
- Milano Koenders,  AZ (voetbalclub) (einde huur)
- Tim Janssen,  Esbjerg fB
- Sherwin Grot, nnb (contract ontbonden op 17 november)
- Joël Tshibamba,  Arka Gdynia (in winterstop, was verhuurd aan FC Oss)
- Moestafa El Kabir,  Mjällby AIF (in winterstop)

### Verhuurd
- Jhon van Beukering,  BV De Graafschap (seizoen 2009/10, weggestuurd op 5 maart)
- Joël Tshibamba,  FC Oss (seizoen 2009/10, weggestuurd op 1 december)
- Joost Ebergen,  FC Oss (seizoen 2009/10)
- Youssef El Akchaoui,  FC Augsburg (in winterstop tot juli 2010)

### GMS Man of the Match
Bij iedere thuiswedstrijd kan er via sms gestemd worden voor de man of the match. De eindstand van het seizoen 2009/10 is:
1. Lorenzo Davids

## Jong N.E.C.
Jong N.E.C. speelt in het seizoen 2009/10 in de Beloften Eredivisie. Daarin eindigde de ploeg op de elfde plaats. In de KNVB beker voor beloften bereikte N.E.C. de halve finale.

### Selectie
- 30  Nicholas Skverer, keeper
- 31  Shapoul Ali
- 32  Bram Langedijk
- 33  Sebastiaan Goderie, middenvelder
- 34  Ryan van Dijk
- 35  Bram Nuytinck, verdediger
- 36  Bastian Weiser, aanvaller
- 38  Joey Klare, verdediger
- 39  Shanon Carmelia, verdediger
- 40  Jasper Cillessen, keeper
- -  Furkan Alakmak, aanvaller
- trainer:  Jack de Gier (interim),  Wim Rip (tot oktober)

### Aangetrokken
- Bram Langedijk,  RKC Waalwijk

### Vertrokken
- Ralph Dua
- Jean Black,  FC Eindhoven

ADO Den Haag ·
Ajax ·
AZ ·
Feyenoord ·
FC Groningen ·
sc Heerenveen ·
Heracles Almelo ·
NAC Breda ·
N.E.C. ·
PSV ·
Roda JC ·
RKC Waalwijk ·
Sparta Rotterdam ·
FC Twente ·
FC Utrecht ·
Vitesse ·
VVV-Venlo ·
Willem II